# Francisco de Quevedo
Pour les articles homonymes, voir Quevedo et Villegas.
Francisco Gómez de Quevedo Villegas y Santibáñez Cevallos, né probablement le 14 septembre 1580 à Madrid et mort le 8 septembre 1645 à Villanueva de los Infantes, province de Ciudad Real, est un écrivain espagnol du Siècle d’or, dont il est l’une des figures les plus importantes et les plus complexes de la littérature.

## Biographie
Francisco de Quevedo est probablement né le 14 septembre 1580 à Madrid. Il a été baptisé le 26 septembre. Il a perdu son père, Pedro Gómez de Quevedo y Villegas, en 1586, à six ans. Sa mère María de Santibañez aura la charge de ses fils jusqu'à sa propre mort, en 1600 et veillera à leur donner la meilleure éducation, malgré la situation économique difficile dans laquelle la mort de son mari a plongé la famille[réf. nécessaire]. Après avoir fréquenté le collège impérial des jésuites de Madrid, Quevedo poursuit ses études, en 1594, au collège des jésuites d'Ocaña, en bénéficiant d'une bourse accordée par le roi, grâce à l'intervention de sa grand-mère, Felipa de Espinosa.

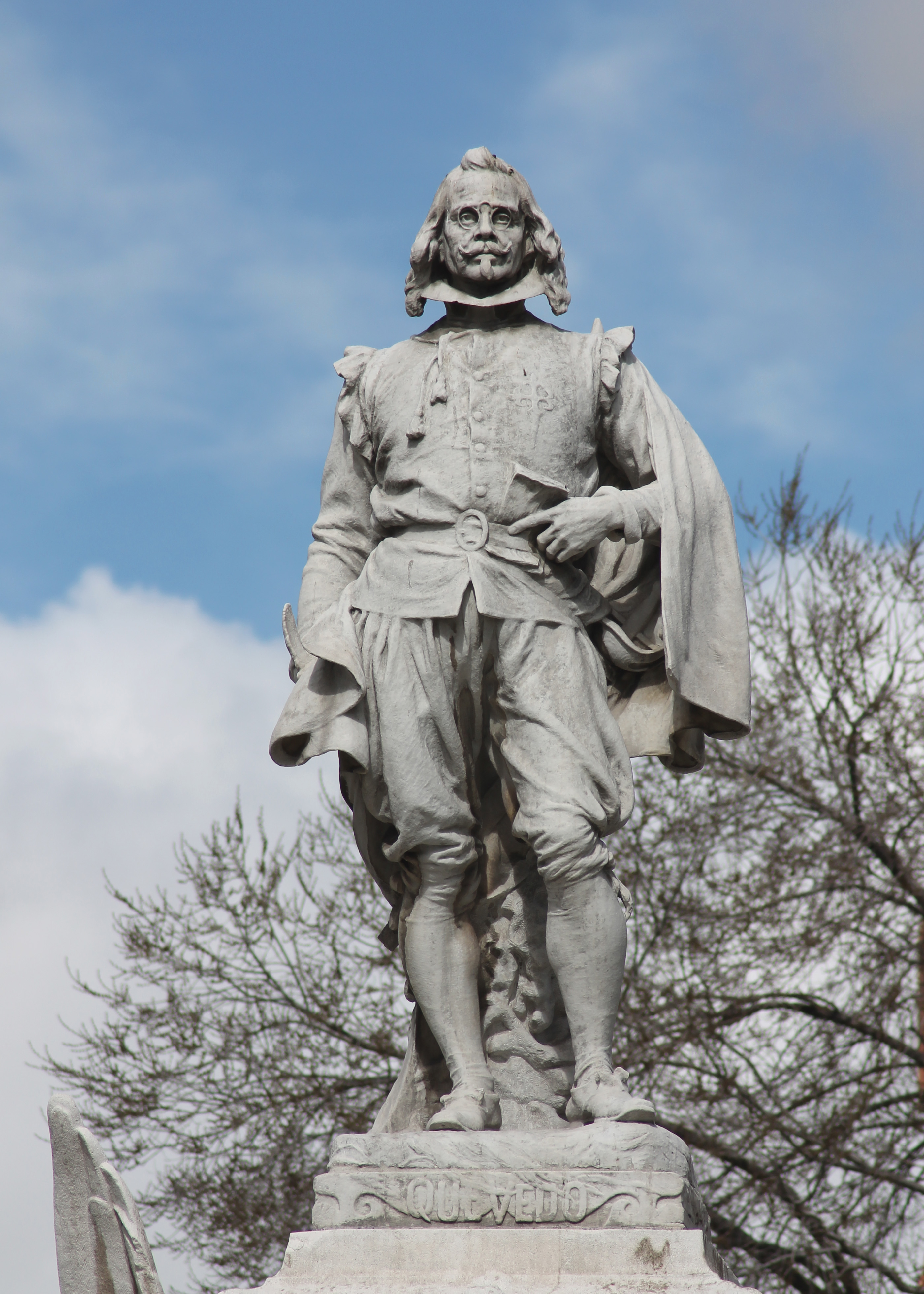
Statue de Quevedo à Madrid (A. Querol, 1902).

En 1596, il entreprend des études en arts libéraux à l'université d’Alcalá de Henares et obtient trois ans plus tard son diplôme de bachelier ès arts, puis en 1600 sa licence. La même année, il commence des études de théologie dans la même université. On pense que c'est au cours de cette période que nait son amitié avec Pedro Téllez Girón, futur duc d'Osuna. L'année suivante, il part poursuivre ses études à l'université de Valladolid, ville dans laquelle s'était transférée la cour.
Homme d'action impliqué dans les intrigues les plus importantes de son temps, Quevedo était aussi docteur en théologie et connaissait les langues hébraïque, grecque, latine et modernes. Reconnu pour sa grande culture, autant que pour la virulence de ses critiques, il devint l'ennemi, à la fois littéraire et personnel, de l'autre grand poète baroque Luis de Góngora.
En 1613, il se rend en Italie à l'appel de son ami et protecteur, le duc d'Osuna, devenu vice-roi de Sicile et de Naples, pour entrer à son service. Celui-ci lui confie des missions diplomatiques. Le duc d'Osuna tomba en disgrâce en 1620, et Quevedo fut entraîné dans sa chute.
En 1634, Francisco de Quevedo épouse une veuve, Esperanza de Mendoza, mais ce mariage n'apporte aucun bonheur au grand misogyne, qui ne tarde pas à se séparer de sa femme, un an après leur mariage, en s’enfuyant de Venise.
Tout au long de sa vie, il aura connu tour à tour les faveurs royales, puis la disgrâce. Ses tentatives pour participer à la vie politique se soldent par des échecs, qui lui coûtent la liberté. Tombé deux fois en disgrâce, il est condamné deux fois aux arrêts, dans une prison d'abord, puis dans un monastère.
Pour avoir déposé un pamphlet sur la serviette du roi Philippe IV, il est enfermé de 1639 à 1643 dans un cachot du couvent San Marcos de León, prison misérable et humide, où sa santé se dégrade : il y perd la vue. Quand il est libéré en 1643, Quevedo est un homme affaibli, qui se retire dans ses terres de Torre de Juan Abad. Il part ensuite s'installer à Villanueva de los Infantes, où il meurt le 8 septembre 1645.

## Œuvre

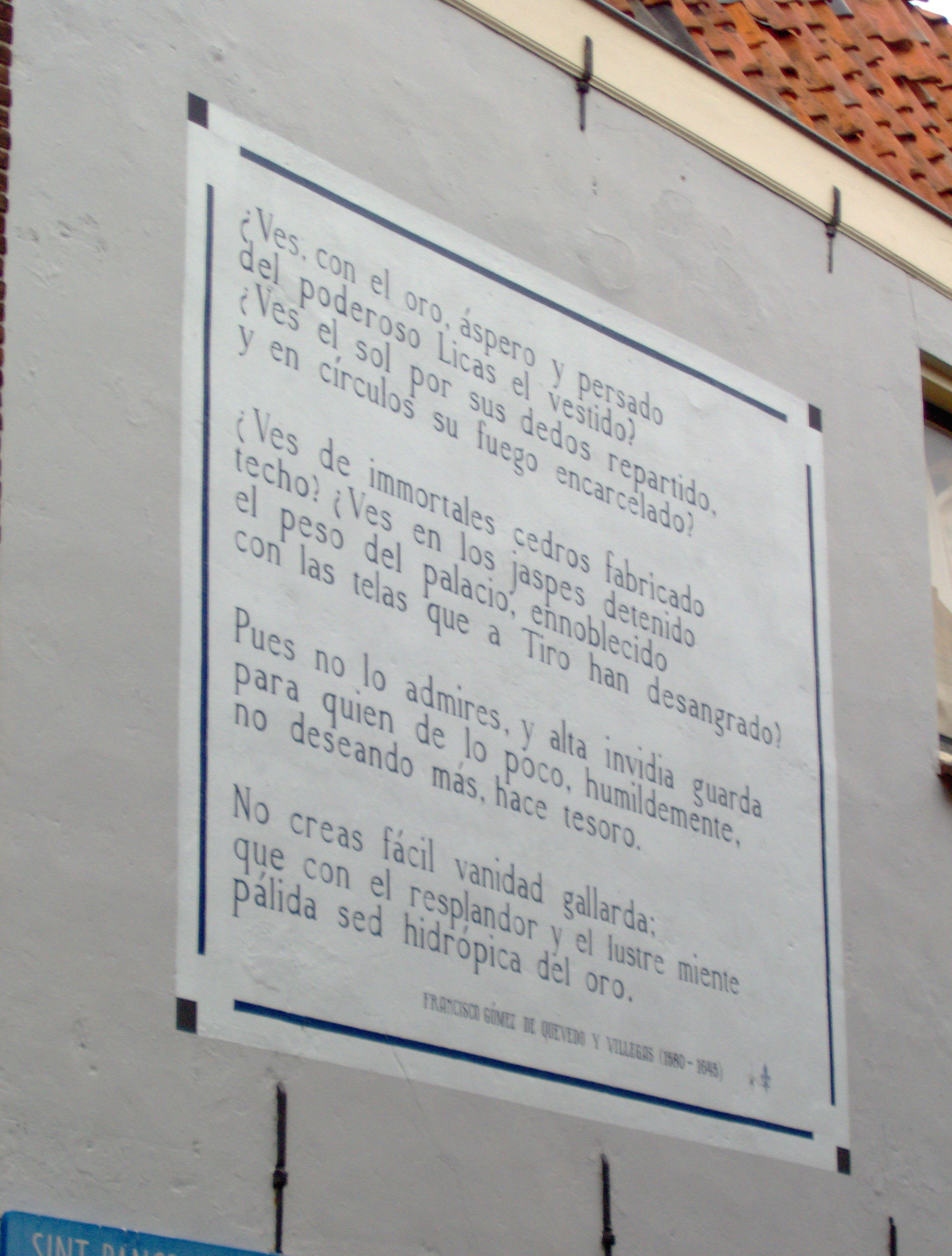
Poème mural de Quevedo en Leyde.

Son œuvre littéraire est immense et contradictoire. Homme de grande culture, amer, tranchant, courtisan, Francisco de Quevedo écrivit les pages burlesques et satiriques les plus brillantes et les plus populaires de la littérature espagnole. Mais il est également l'auteur d'une œuvre lyrique de grande hauteur et de quelques textes de morale et de politique d'une grande profondeur intellectuelle, qui en font le principal représentant du baroque espagnol.
Érudit, imprégné de cultures grecque et latine, on retrouve chez lui la verve et l'humour sarcastique de Lucien de Samosate, d'Érasme, de Dante, de Jérôme Bosch et de Rabelais.
En 1650, il écrit, sous le pseudonyme et anagramme de Nifroscancod Diveque Vagello Duacense, sa seule œuvre littéraire en prose qui inclut une satire antijuive, La Isla de Monopantos (es) dans Hora de Todos, qui constitue avec La Lettre des Juifs de Constantinople parue au XVIe siècle et fabriquée par l'archevêque Juan Martínez Silíceo, l'un des deux textes fondateurs du mythe du complot juif pour la domination du monde. Ces deux ouvrages sont les précurseurs du faux document antisémite intitulé Les Protocoles des Sages de Sion publié pour la première fois à Saint-Pétersbourg en 1905 dans la Russie tsariste,.
Quevedo est l'auteur baroque par excellence
. Son œuvre, d'un pessimisme hanté par la mort, est celle d'un humoriste impitoyable, dans la satire burlesque et le pamphlet, qui tourne en ridicule les travers de ses contemporains. Elle est caractéristique du style conceptiste.

## Œuvres

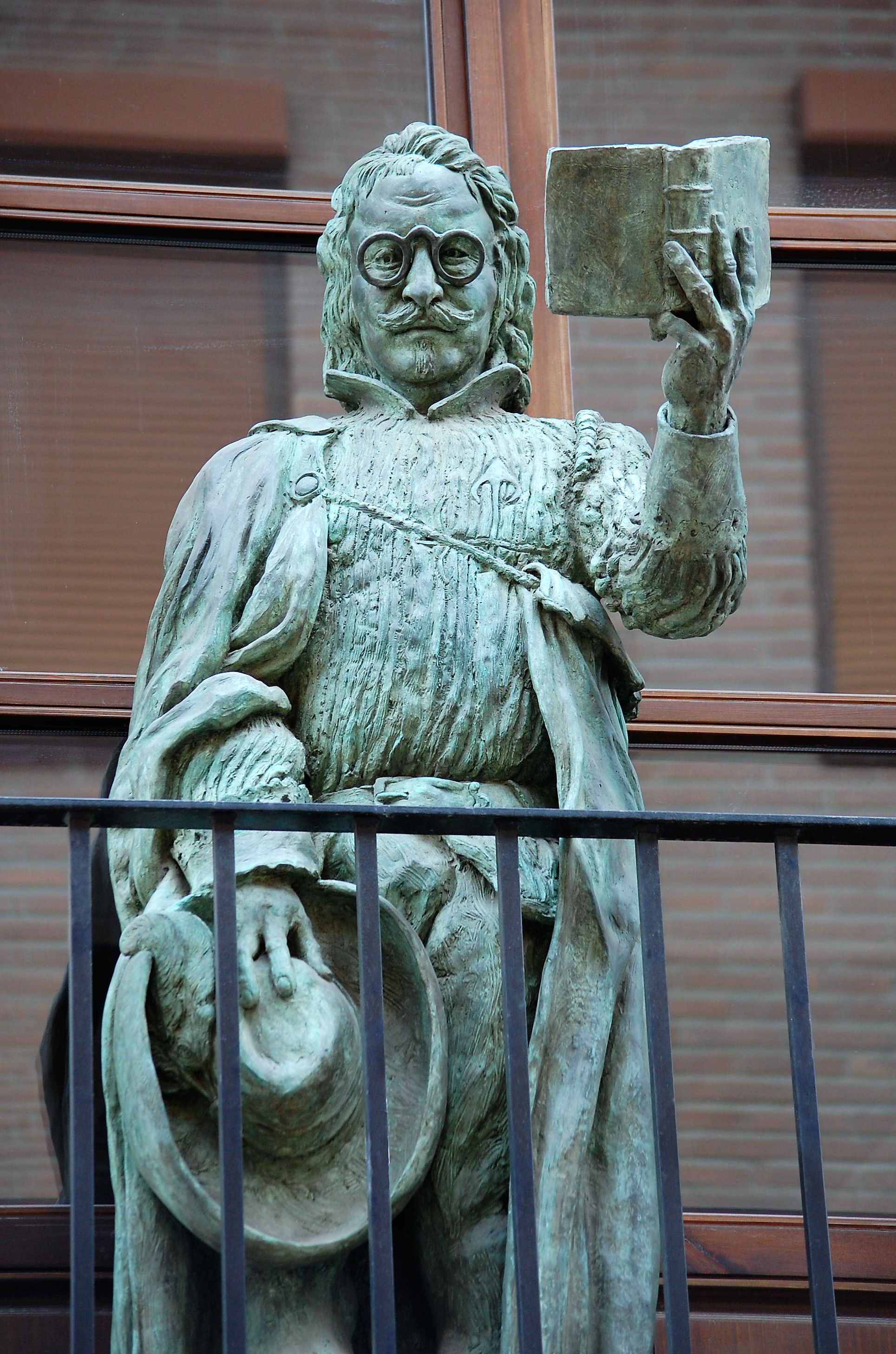
Francisco de Quevedo (Alcalá de Henares).

- El Buscón (Vie de l’aventurier Don Pablos de Ségovie), roman picaresque[12], 1626 ;
- Sueños y Discursos (Rêves et Discours), composé de cinq récits satiriques, 1627, comprenant :
  1. El sueño del Juicio Final (renommé El sueño de las calaveras dans l'édition épurée Juguetes de la Niñez de 1631) ;
  2. El alguacil endemoniado (renommé El alguacil alguacilado) ;
  3. El sueño del infierno (renommé Las zahúrdas de Plutón) ;
  4. El mundo por de dentro (inchangé) ;
  5. El sueño de la Muerte (renommé La visita de los chistes) ;
- Politique de Dieu et gouvernement du Christ, la Révolte de Barcelone Politique, 1635 ;
- Los refranes del viejo celoso, théâtre, 1635 ;
- Diego Moreno, théâtre, 1635 ;
- La Venta, théâtre, 1635 ;
- La Destreza, théâtre, 1635 ;
- El marido pantasma, théâtre, 1635 ;
- La cuna y la sepultura (Le Berceau et La Sépulture), Philosophie 1634 ;
- Doctrina moral del conocimiento propio, y del desengaño de las cosas ajenas Philosophie, 1630 ;
- La Perinola, critique littéraire 1633.
- Écrits badins : Généalogie des engourdis ; Origine et définitions de la nécessité ; Vie de la Cour ; le Chevalier de la Tenaille.
- Récits moraux et satiriques : La Culta latiniparla, pamphlet contre les femmes savantes dont se souviendra Molière) ;
- Fantaisies morales : Discours de tous les diables ou l'enfer amendé ; la Hora de Todos (l'Heure de tous) ;
- Hagiographies : La Vie de Frère Thomas de Villanueva, le Berceau et la sépulture, la Vie de saint Paul apôtre.
- Traités philosophiques : Des remèdes de la Fortune, la Doctrine stoïcienne (1635) ;
- Critique : pamphlets contre Góngora, Ruiz de Alarcón ;
- Ouvrages de réflexion politique : Politique de Dieu et gouvernement du Christ, la Révolte de Barcelone.

## Traductions en français
- La Vie de l'aventurier Don Pablos de Ségovie, traduction de Jean Francis Reille, édition de Maurice Molho, Paris, Gallimard, Bibliothèque de la Pléiade, 1968.
- L'Heure de tous et la fortune raisonnable, traduction par Jean Bourg, Pierre Dupont, Pierre Geneste de La hora de todos y la fortuna con seso, Paris, Aubier, collection bilingue, 1980.
- Monuments de la mort, trente et un sonnets, traduits par Claude Esteban, Paris, Deyrolle, 1992.
- Songes et discours traitant de vérités dénicheuses d'abus, vices et tromperies, dans tous les états et offices du monde, traduction par Annick Louis et Bernard Tissier de Los sueños y discursos, Paris, José Corti, 2003.
- Sonnets, traduction de Bernard Pons, Paris, José Corti, 2003.
- El Buscón|El Buscón, La Vie de l'aventurier Don Pablos de Ségovie, traduction de Rétif de la Bretonne, Paris, Sillage, 2007.
- Heurs et malheurs du trou du cul, traduction et postface par Victor Martinez de Gracias y desgracias del ojo del culo, Paris, Fayard, coll. Mille et une nuits, 2008.
- La Vie du truand don Pablos de Ségovie, vagabond exemplaire et modèle des truands, traduit de l'espagnol par Aline Schulman, postface d'Edmond Cros, Paris, Fayard, 2010.
- Les furies et les peines. 102 sonnets, traduit et préfacé par Jacques Ancet, Paris, Gallimard, "Poésie", 2011.
- Proses festives, traduit et préfacé par Victor Martinez, Avignon, Les fondeurs de brique, 2011.
- Comment doit être le favori, préfacé par Alfonso Rey, traduit par R. Audoubert, G. Del Vecchio et M. Kappès-Le Moing, Presses de l'Université de Saint-Étienne, 2013.

## Dans la culture populaire
En 2006, Juan Echanove interprète Francisco de Quevedo dans le film Capitaine Alatriste de Agustín Díaz Yanes.
En août 2019, Alain Ayroles et Juanjo Guarnido publient une bande dessinée imaginant une suite au roman picaresque de Francisco de Quevedo La vie de l'aventurier Don Pablos de Ségovie : Les Indes fourbes.